# اگریداکی
اگریداکی (به لاتین: Agridaki) یک منطقهٔ مسکونی در قبرس است که در ناحیه گیرنه واقع شده‌است.